# Le Chant du Monde
Le Chant du monde és una discogràfica francesa, creada el 1938 per Léon Moussinac i que va comptar amb el suport inicial de compositors clàssics com Georges Auric, Arthur Honegger, Charles Koechlin, Darius Milhaud, Francis Poulenc, Albert Roussel, i dels directors Roger Désormière i Manuel Rosenthal. El 2016 va ser adquirida per Music Sales, del Grup Pias.

## Història
Le Chant du Monde és coneguda mundialment per haver-hi reunit la primera col·lecció de música tradicional i enregistraments etnogràfics. Va encarregar a compositors per transcriure les tradicions orals i musicals franceses.
Després de la Segona Guerra Mundial, l'empresa va adquirir les Éditions sociales internationales i va esdevenir la discogràfica a França de compositors russos com Sergei Prokofiev, Dmitri Xostakóvitx, i Aram Khatxaturian, i també la primera productora de Léo Ferré, Mouloudji, Cora Vaucaire, Atahualpa Yupanqui, Uña Ramos i ocasionalment va treballar amb Glenmor, Albert Marcœur o Paolo Conte. A Catalunya molts dels seus discos van ser distribuïts per EDIGSA.
L'empresa es va fusionar el 1993 amb Arlesian, un distribuïdor francès, i amb Harmonia Mundi, més enfocada en la música clàssica.
El novembre 2016, el grup va ser adquirida per Music Sales, al seu torn part del Grup PIAS. Music Sales va canviar el seu nom per Wise Music Group el febrer de 2020.
Actualment (2020) publiquen tant música clàssica com contemporània: chanson (Léo Ferré, Édith Piaf, Charles Trenet, Julos Beaucarne, Éric Lareine), gypsy jazz (Django Reinhardt, Stéphane Grappelli, Tchavolo Schmitt, Raphaël Faÿs, Angelo Debarre, Biréli Lagrène, Florin Niculescu, Steeve Laffont, Yorgui Loeffler), jazz francès, música infantil i música tradicional, i rock and roll (Elvis Presley, Jerry Lee Lewis, Fat Domino, Bill Haley, Gen Vincent, Little Richard, Chuck Berry, Buddy Holly i Carl Perkins).